# Araure
Araure är en stad och kommun i delstaten Portuguesa i Venezuela. Folkmängden uppgick till cirka 132 000 invånare vid folkräkningen 2011, och Araure bildar tillsammans med grannstaden Acarigua ett storstadsområde med över 300 000 invånare. Staden grundades 6 juli 1694 under namnet Nuestra Señora del Pilar de Araure.

## Administrativ indelning
Kommunen är indelad i två socknar (parroquias):
- Araure
- Río Acarigua